# Tipula (Microtipula) amara
Tipula (Microtipula) amara is een tweevleugelige uit de familie langpootmuggen (Tipulidae). De soort komt voor in het Neotropisch gebied.